# Spätzle
Spätzle (også kendt som Spätzli eller Chnöpfli i Schweiz) er en madret af tysk oprindelse, især populær i det sydtyske Schwaben, i Schweiz, Østrig, Ungarn og i Alsace i det nordøstlige Frankrig. Navnet betyder lille spurv og fremstilles af en dej meget lig dejen, der bruges til pasta. De kan se ud som spaghetti, men kan også have mange andre former. Navnene varierer med formerne. Spätzle bør laves og spises frisk, og det er stadig almindeligt, at husholdninger og restauranter selv laver dem. Spätzle fremstilles også industrielt. De er en del af en bred vifte af typiske retter i den sydtyske husmandskost. Spätzle spises hovedsagelig med vildt om efteråret, eller som Kässpatzen med revet ost og stegte løg. Spätzle bruges også i nogle former for gullasch.